# 2022-es labdarúgó-világbajnokság (D csoport)
A 2022-es labdarúgó-világbajnokság D csoportjának mérkőzéseit 2022. november 22. és 30. között játszották. A csoportban Franciaország, Ausztrália, Dánia és Tunézia szerepelt. Franciaország és Ausztrália jutott a nyolcaddöntőbe.

## Tabella
| Hely. | Csapat        | M | Gy | D | V | G+ | G– | Gk | P | Továbbjutás                                |
| ----- | ------------- | - | -- | - | - | -- | -- | -- | - | ------------------------------------------ |
| 1.    | Franciaország | 3 | 2  | 0 | 1 | 6  | 3  | +3 | 6 | Továbbjutott az egyenes kieséses szakaszba |
| 2.    | Ausztrália    | 3 | 2  | 0 | 1 | 3  | 4  | −1 | 6 | Továbbjutott az egyenes kieséses szakaszba |
| 3.    | Tunézia       | 3 | 1  | 1 | 1 | 1  | 1  | 0  | 4 |                                            |
| 4.    | Dánia         | 3 | 0  | 1 | 2 | 1  | 3  | −2 | 1 |                                            |

## Mérkőzések
Az időpontok helyi idő szerint (UTC+3), a zárójelben magyar idő szerint értendők.

### Dánia – Tunézia
A két csapat korábban kétszer találkozott, legutóbb 2002-ben, amikor Dánia nyert 2–1-re, egy barátságos mérkőzésen.
| 2022. november 22. 16:00 (14:00) |

| Dánia | 0–0         | Tunézia |
| ----- | ----------- | ------- |
|       | Jegyzőkönyv |         |

| Egyetemvárosi Stadion, al-Rajján Nézőszám: 42 925 Játékvezető: César Arturo Ramos (mexikói) |

| Dánia | Tunézia |

| KA                   | 1  | Kasper Schmeichel     |     |       |
| JV                   | 6  | Andreas Christensen   |     |       |
| KV                   | 2  | Joachim Andersen      |     |       |
| KV                   | 4  | Simon Kjær            |     | 65'   |
| BV                   | 5  | Joakim Mæhle          |     |       |
| KKP                  | 8  | Thomas Delaney        |     | 45+1' |
| KKP                  | 10 | Christian Eriksen     |     |       |
| KKP                  | 23 | Pierre-Emile Højbjerg |     |       |
| JCS                  | 11 | Andreas Skov Olsen    |     | 65'   |
| KCS                  | 12 | Kasper Dolberg        |     | 65'   |
| BCS                  | 13 | Rasmus Kristensen     | 24' |       |
| Cserék:              |    |                       |     |       |
| KP                   | 14 | Mikkel Damsgaard      |     | 45+1' |
| CS                   | 21 | Andreas Cornelius     |     | 65'   |
| KP                   | 7  | Mathias Jensen        | 78' | 65'   |
| KP                   | 25 | Jesper Lindstrøm      |     | 65'   |
| Szövetségi kapitány: |    |                       |     |       |
| Kasper Hjulmand      |    |                       |     |       |

| KA                   | 16 | Ajmen Dámen            |     |     |
| JV                   | 4  | Jasszine Mériá         |     |     |
| KV                   | 3  | Montasszár Talbi       |     |     |
| KV                   | 6  | Dylan Bronn            |     |     |
| BV                   | 20 | Mohamed Dräger         |     | 88' |
| KKP                  | 24 | Ali Abdi               |     |     |
| KKP                  | 14 | Aíssza Lajduni         |     | 88' |
| KKP                  | 17 | Elljesz Skiri          |     |     |
| JCS                  | 25 | Anisz ben-Szlimáne     |     | 67' |
| KCS                  | 7  | Júszef ál-Mszákní      |     | 80' |
| BCS                  | 9  | Isszám Dzsebali        |     | 80' |
| Cserék:              |    |                        |     |     |
| CS                   | 23 | Naïm Sliti             |     | 67' |
| KP                   | 8  | Hannibal Medzsbrí      |     | 80' |
| CS                   | 11 | Taha Jasszine Henisszi | 86' | 80' |
| V                    | 21 | Vadzsdi Kecsrida       |     | 88' |
| KP                   | 13 | Ferdzsání Szászí       |     | 88' |
| Szövetségi kapitány: |    |                        |     |     |
| Dzsálel Kadri        |    |                        |     |     |

| A mérkőzés játékosa: Aïssa Laïdouni (Tunézia) Asszisztensek: Alberto Morín (mexikói) Miguel Hernández (mexikói) Negyedik játékvezető: Saíd Martínez (hondurasi) Tartalék játékvezető: Walter López (hondurasi) Videobírók: Fernando Guerrero (mexikói) Armando Villarreal (amerikai) Gabriel Chade (argentin) Juan Martínez Munuera (spanyol) Mahmud Abuelregál (egyiptomi) |

### Franciaország – Ausztrália
A két csapat korábban ötször találkozott, egyszer egy világbajnokságon. 2018-ban Ausztrália kikapott a végül bajnok Franciaország ellen. A 2001-es konföderációs kupában az ausztrálok 1–0-ra verték az akkor világbajnoki címvédő franciákat.
| 2022. november 22. 22:00 (20:00) |

| Franciaország                        | 4–1               | Ausztrália |
| ------------------------------------ | ----------------- | ---------- |
| Rabiot 27' Giroud 32' 71' Mbappé 68' | (2–1) Jegyzőkönyv | Goodwin 9' |

| el-Dzsanúb Stadion, al-Vakra Nézőszám: 40 875 Játékvezető: Victor Gomes (dél-afrikai) |

| Franciaország | Ausztrália |

| KA                   | 1  | Hugo Lloris         |     |
| JV                   | 2  | Benjamin Pavard     | 89' |
| KV                   | 18 | Dayot Upamecano     |     |
| KV                   | 24 | Ibrahima Konaté     |     |
| BV                   | 21 | Lucas Hernández     | 13' |
| KKP                  | 14 | Adrien Rabiot       |     |
| KKP                  | 8  | Aurélien Tchouaméni | 77' |
| BCS                  | 10 | Kylian Mbappé       |     |
| TKP                  | 7  | Antoine Griezmann   |     |
| JCS                  | 11 | Ousmane Dembélé     | 77' |
| KCS                  | 9  | Olivier Giroud      | 89' |
| Cserék:              |    |                     |     |
| V                    | 22 | Theo Hernández      | 13' |
| KP                   | 13 | Youssouf Fofana     | 77' |
| CS                   | 20 | Kingsley Coman      | 77' |
| V                    | 5  | Jules Koundé        | 89' |
| CS                   | 26 | Marcus Thuram       | 89' |
| Szövetségi kapitány: |    |                     |     |
| Didier Deschamps     |    |                     |     |

| KA                   | 1  | Mathew Ryan        |       |     |
| JV                   | 16 | Aziz Behich        |       |     |
| KV                   | 4  | Kye Rowles         |       |     |
| KV                   | 19 | Harry Souttar      |       |     |
| BV                   | 3  | Nathaniel Atkinson |       | 85' |
| KKP                  | 22 | Jackson Irvine     | 80'   | 85' |
| KKP                  | 13 | Aaron Mooy         | 90+5' |     |
| KKP                  | 14 | Riley McGree       |       | 73' |
| JCS                  | 23 | Craig Goodwin      |       | 73' |
| KCS                  | 15 | Mitchell Duke      | 55'   | 56' |
| BCS                  | 7  | Mathew Leckie      |       |     |
| Cserék:              |    |                    |       |     |
| CS                   | 25 | Jason Cummings     |       | 56' |
| KP                   | 11 | Awer Mabil         |       | 73' |
| CS                   | 21 | Garang Kuol        |       | 73' |
| KP                   | 26 | Keanu Baccus       |       | 85' |
| V                    | 2  | Miloš Degenek      |       | 85' |
| Szövetségi kapitány: |    |                    |       |     |
| Graham Arnold        |    |                    |       |     |

| A mérkőzés játékosa: Kylian Mbappé (Franciaország) Asszisztensek: Zakhele Siwela (dél-afrikai) Souru Phatsoane (lesothói) Negyedik játékvezető: Salima Mukansanga (ruandai) Tartalék játékvezető: Kathryn Nesbitt (amerikai) Videobírók: Drew Fischer (kanadai) Adil Zourak (marokkói) Kyle Atkins (amerikai) Marco Fritz (német) Corey Parker (amerikai) |

### Tunézia – Ausztrália
A két csapat korábban kétszer mérkőzött meg egymással, legutóbb a 2005-os konföderációs kupán, ahol Tunézia nyert 2–0-ra.
| 2022. november 26. 13:00 (11:00) |

| Tunézia | 0–1               | Ausztrália |
| ------- | ----------------- | ---------- |
|         | (0–1) Jegyzőkönyv | Duke 23'   |

| el-Dzsanúb Stadion, al-Vakra Nézőszám: 41 823 Játékvezető: Daniel Siebert (német) |

| Tunézia | Ausztrália |

| KA                   | 16 | Ajmen Dámen            |       |     |
| KV                   | 4  | Jasszine Mériá         |       |     |
| KV                   | 3  | Montasszár Talbi       |       |     |
| KV                   | 6  | Dylan Bronn            |       | 73' |
| JKP                  | 20 | Mohamed Dräger         |       | 46' |
| KKP                  | 17 | Elljesz Skiri          |       |     |
| KKP                  | 14 | Aíssza Lajduni         | 26'   | 67' |
| BKP                  | 24 | Ali Abdi               | 64'   |     |
| JCS                  | 23 | Najm Szliti            |       |     |
| KCS                  | 9  | Isszám Dzsebali        |       | 73' |
| BCS                  | 7  | Júszef ál-Mszákní      |       |     |
| Cserék:              |    |                        |       |     |
| KP                   | 13 | Ferdzsání Szászí       | 90+3' | 46' |
| KP                   | 10 | Vahbí Hazrí            |       | 67' |
| V                    | 21 | Vadzsdi Kecsrida       |       | 73' |
| CS                   | 11 | Taha Jasszine Henisszi |       | 73' |
| Szövetségi kapitány: |    |                        |       |     |
| Dzsálel Kadri        |    |                        |       |     |

| KA                   | 1  | Mathew Ryan    |     |
| JV                   | 5  | Fran Karačić   | 75' |
| KV                   | 4  | Kye Rowles     |     |
| KV                   | 19 | Harry Souttar  |     |
| BV                   | 16 | Aziz Behich    |     |
| KKP                  | 22 | Jackson Irvine |     |
| KKP                  | 13 | Aaron Mooy     |     |
| KKP                  | 14 | Riley McGree   | 64' |
| JCS                  | 7  | Mathew Leckie  | 85' |
| KCS                  | 15 | Mitchell Duke  | 64' |
| BCS                  | 23 | Craig Goodwin  | 85' |
| Cserék:              |    |                |     |
| CS                   | 9  | Jamie Maclaren | 64' |
| KP                   | 10 | Ajdin Hrustic  | 64' |
| V                    | 2  | Miloš Degenek  | 75' |
| KP                   | 11 | Awer Mabil     | 85' |
| KP                   | 26 | Keanu Baccus   | 85' |
| Szövetségi kapitány: |    |                |     |
| Graham Arnold        |    |                |     |

| A mérkőzés játékosa: Mitchell Duke (Ausztrália) Asszisztensek: Rafael Foltyn (német) Jan Seidel (német) Negyedik játékvezető: Said Martínez (hondurasi) Tartalék játékvezető: Karen Díaz Medina (mexikói) Videobírók: Bastian Dankert (német) Marco Fritz (német) Corey Parker (amerikai) Pol van Boekel (holland) Kathryn Nesbitt (amerikai) |

### Franciaország – Dánia
A két csapat háromszor találkozott korábban világbajnokságokon, mindháromszor a csoportkörben, más eredményekkel: 1998-ban Franciaország nyert 2–1-re, 2002-ben Dánia nyert 2–0-ra, míg 2018-ban egy 0–0-ás döntetlent játszottak a felek.
| 2022. november 26. 19:00 (17:00) |

| Franciaország  | 2–1               | Dánia           |
| -------------- | ----------------- | --------------- |
| Mbappé 61' 86' | (0–0) Jegyzőkönyv | Christensen 68' |

| 974 Stadion, Doha Nézőszám: 42 860 Játékvezető: Szymon Marciniak (lengyel) |

| Franciaország | Dánia |

| KA                   | 1  | Hugo Lloris         |     |       |
| JV                   | 5  | Jules Koundé        | 43' |       |
| KV                   | 4  | Raphaël Varane      |     | 75'   |
| KV                   | 18 | Dayot Upamecano     |     |       |
| BV                   | 22 | Theo Hernández      |     |       |
| KKP                  | 14 | Adrien Rabiot       |     |       |
| KKP                  | 8  | Aurélien Tchouaméni |     |       |
| BKP                  | 10 | Kylian Mbappé       |     |       |
| TKP                  | 7  | Antoine Griezmann   |     | 90+2' |
| JKP                  | 11 | Ousmane Dembélé     |     | 75'   |
| KCS                  | 9  | Olivier Giroud      |     | 63'   |
| Cserék:              |    |                     |     |       |
| CS                   | 26 | Marcus Thuram       |     | 63'   |
| CS                   | 20 | Kingsley Coman      |     | 75'   |
| V                    | 24 | Ibrahima Konaté     |     | 75'   |
| KP                   | 13 | Youssouf Fofana     |     | 90+2' |
| Szövetségi kapitány: |    |                     |     |       |
| Didier Deschamps     |    |                     |     |       |

| KA                   | 1  | Kasper Schmeichel     |     |       |
| KV                   | 2  | Joachim Andersen      |     |       |
| KV                   | 6  | Andreas Christensen   | 20' |       |
| KV                   | 3  | Victor Nelsson        |     |       |
| BKP                  | 5  | Joakim Mæhle          |     |       |
| KKP                  | 23 | Pierre-Emile Højbjerg |     |       |
| KKP                  | 10 | Christian Eriksen     |     |       |
| JKP                  | 13 | Rasmus Kristensen     |     | 90+2' |
| BSZ                  | 14 | Mikkel Damsgaard      |     | 73'   |
| KCS                  | 21 | Andreas Cornelius     | 23' | 46'   |
| JSZ                  | 25 | Jesper Lindstrøm      |     | 85'   |
| Cserék:              |    |                       |     |       |
| CS                   | 9  | Martin Braithwaite    |     | 46'   |
| CS                   | 12 | Kasper Dolberg        |     | 73'   |
| KP                   | 15 | Christian Nørgaard    |     | 85'   |
| V                    | 26 | Alexander Bah         |     | 90+2' |
| Szövetségi kapitány: |    |                       |     |       |
| Kasper Hjulmand      |    |                       |     |       |

| A mérkőzés játékosa: Kylian Mbappé (Franciaország) Asszisztensek: Paweł Sokolnicki (lengyel) Tomasz Listkiewicz (lengyel) Negyedik játékvezető: Ma Ning (kínai) Tartalék játékvezető: Csao Ji (kínai) Videobírók: Tomasz Kwiatkowski (lengyel) Juan Martínez Munuera (spanyol) Táleb al-Marri (katari) Alejandro Hernández Hernández (spanyol) Mohamed al-Hammádi (Egyesült Arab Emírségekbeli) |

### Ausztrália – Dánia
A két csapat korábban egyszer találkozott, a 2018-as világbajnokság csoportkörében, ahol döntetlent játszottak.
| 2022. november 30. 18:00 (16:00) |

| Ausztrália | 1–0               | Dánia |
| ---------- | ----------------- | ----- |
| Leckie 60' | (0–0) Jegyzőkönyv |       |

| el-Dzsanúb Stadion, al-Vakra Nézőszám: 41 232 Játékvezető: Musztafa Gorbál (algériai) |

| Ausztrália | Dánia |

| KA                   | 1  | Mathew Ryan    |     |     |
| JV                   | 2  | Miloš Degenek  | 57' |     |
| KV                   | 4  | Kye Rowles     |     |     |
| KV                   | 19 | Harry Souttar  |     |     |
| BV                   | 16 | Aziz Behich    | 4'  |     |
| JKP                  | 7  | Mathew Leckie  |     | 89' |
| KKP                  | 13 | Aaron Mooy     |     |     |
| KKP                  | 22 | Jackson Irvine |     |     |
| BKP                  | 23 | Craig Goodwin  |     | 46' |
| KCS                  | 15 | Mitchell Duke  |     | 82' |
| KCS                  | 14 | Riley McGree   |     | 74' |
| Cserék:              |    |                |     |     |
| KP                   | 26 | Keanu Baccus   |     | 46' |
| V                    | 8  | Bailey Wright  |     | 74' |
| CS                   | 9  | Jamie Maclaren |     | 82' |
| KP                   | 10 | Ajdin Hrustic  |     | 89' |
| Szövetségi kapitány: |    |                |     |     |
| Graham Arnold        |    |                |     |     |

| KA                   | 1  | Kasper Schmeichel     |     |     |
| JV                   | 13 | Rasmus Kristensen     |     | 46' |
| KV                   | 6  | Andreas Christensen   |     |     |
| KV                   | 2  | Joachim Andersen      |     |     |
| BV                   | 5  | Joakim Mæhle          |     | 69' |
| KKP                  | 23 | Pierre-Emile Højbjerg |     |     |
| KKP                  | 7  | Mathias Jensen        |     | 59' |
| JKP                  | 11 | Andreas Skov Olsen    |     | 69' |
| TKP                  | 10 | Christian Eriksen     |     |     |
| BKP                  | 25 | Jesper Lindstrøm      |     |     |
| KCS                  | 9  | Martin Braithwaite    |     | 59' |
| Cserék:              |    |                       |     |     |
| V                    | 26 | Alexander Bah         |     | 46' |
| CS                   | 12 | Kasper Dolberg        |     | 59' |
| KP                   | 14 | Mikkel Damsgaard      |     | 59' |
| KP                   | 24 | Robert Skov           | 75' | 69' |
| CS                   | 21 | Andreas Cornelius     |     | 69' |
| Szövetségi kapitány: |    |                       |     |     |
| Kasper Hjulmand      |    |                       |     |     |

| A mérkőzés játékosa: Mathew Leckie (Ausztrália) Asszisztensek: Mokrane Gourari (algériai) Abdelhak Etchiali (algériai) Negyedik játékvezető: Maguette N’Diaye (szenegáli) Tartalék játékvezető: Djibril Camara (szenegáli) Videobírók: Mauro Vigliano (argentin) Nicolás Gallo (kolumbiai) Gabriel Chade (argentin) Adil Zourak (marokkói) Ezequiel Brailovsky (argentin) |

### Tunézia – Franciaország
A két csapat korábban négyszer találkozott, legutóbb egy 2010-es barátságos mérkőzésen, 1–1-es végeredménnyel.
| 2022. november 30. 18:00 (16:00) |

| Tunézia   | 1–0               | Franciaország |
| --------- | ----------------- | ------------- |
| Hazrí 58' | (0–0) Jegyzőkönyv |               |

| Egyetemvárosi Stadion, al-Rajján Nézőszám: 43 627 Játékvezető: Matthew Conger (új-zélandi) |

| Tunézia | Ausztrália |

| KA                   | 16 | Ajmen Dámen             |     |     |
| KV                   | 4  | Jasszine Mériá          |     |     |
| KV                   | 3  | Montasszár Talbi        |     |     |
| KV                   | 5  | Náder Gandrí            |     |     |
| JKP                  | 21 | Vadzsdi Kecsrida        | 28' |     |
| KKP                  | 17 | Elljesz Skiri           |     |     |
| KKP                  | 14 | Aíssza Lajduni          |     |     |
| BKP                  | 12 | Ali Málul               |     |     |
| JSZ                  | 25 | Ánisz ben-Szlimáne      |     | 83' |
| KCS                  | 10 | Vahbí Hazrí             |     | 60' |
| BSZ                  | 15 | Mohamed Ali ben-Romdáne |     | 74' |
| Cserék:              |    |                         |     |     |
| CS                   | 9  | Isszám Dzsebali         |     | 60' |
| KP                   | 18 | Gaíléne Csálali         |     | 74' |
| V                    | 24 | Ali Abdi                |     | 83' |
| Szövetségi kapitány: |    |                         |     |     |
| Dzsálel Kadri        |    |                         |     |     |

| KA                   | 16 | Steve Mandanda      |     |
| JV                   | 3  | Axel Disasi         |     |
| KV                   | 4  | Raphaël Varane      |     |
| KV                   | 24 | Ibrahima Konaté     |     |
| BV                   | 25 | Eduardo Camavinga   |     |
| JKP                  | 13 | Youssouf Fofana     |     |
| KKP                  | 8  | Aurélien Tchouaméni |     |
| KKP                  | 15 | Jordan Veretout     |     |
| BKP                  | 6  | Mattéo Guendouzi    |     |
| JCS                  | 20 | Kingsley Coman      |     |
| KCS                  | 12 | Randal Kolo Muani   |     |
| Cserék:              |    |                     |     |
| V                    | 17 | William Saliba      | 63' |
| CS                   | 10 | Kylian Mbappé       | 63' |
| KP                   | 14 | Adrien Rabiot       | 63' |
| CS                   | 7  | Antoine Griezmann   | 73' |
| CS                   | 11 | Ousmane Dembélé     | 79' |
| Szövetségi kapitány: |    |                     |     |
| Didier Deschamps     |    |                     |     |

| A mérkőzés játékosa: Vahbí Hazrí (Tunézia) Asszisztensek: Mark Rule (új-zélandi) Tevita Makasini (tongai) Negyedik játékvezető: Salima Mukansanga (ruandai) Tartalék játékvezető: Neuza Back (brazil) Videobírók: Abdulla al-Marri (katari) Muhamad Taki (szingapúri) Táleb al-Marri (katari) Fernando Guerrero (mexikói) Szaúd al-Makalé (katari) |

## Fair play-pontok
A fair play-pontok az összesített és az egymás elleni eredmények egyenlősége esetén rangsorolták a csapatokat. Ezeket az összes csoportmérkőzésen kapott sárga és piros lapok alapján számították ki az alábbiak szerint:
- első sárga lap: mínusz 1 pont;
- piros lap második sárga lap után: mínusz 3 pont;
- azonnali piros lap: mínusz 4 pont;
- sárga lap és azonnali piros lap: mínusz 5 pont;

Egy játékosra egy mérkőzésen a fenti levonások közül csak egy volt alkalmazható.
| Csapat        | 1. mérkőzés | 1. mérkőzés                          | 1. mérkőzés | 1. mérkőzés           | 2. mérkőzés | 2. mérkőzés                          | 2. mérkőzés | 2. mérkőzés           | 3. mérkőzés | 3. mérkőzés                          | 3. mérkőzés | 3. mérkőzés           | Fair play-pont |
| Csapat        | Sárga lap   | sárga lap · 2. sárga lap · kiállítva | kiállítva   | sárga lap · kiállítva | Sárga lap   | sárga lap · 2. sárga lap · kiállítva | kiállítva   | sárga lap · kiállítva | Sárga lap   | sárga lap · 2. sárga lap · kiállítva | kiállítva   | sárga lap · kiállítva | Fair play-pont |
| ------------- | ----------- | ------------------------------------ | ----------- | --------------------- | ----------- | ------------------------------------ | ----------- | --------------------- | ----------- | ------------------------------------ | ----------- | --------------------- | -------------- |
| Franciaország |             |                                      |             |                       | 1           |                                      |             |                       |             |                                      |             |                       | –1             |
| Ausztrália    | 3           |                                      |             |                       | 0           |                                      |             |                       | 2           |                                      |             |                       | –5             |
| Dánia         | 2           |                                      |             |                       | 2           |                                      |             |                       | 1           |                                      |             |                       | –5             |
| Tunézia       | 1           |                                      |             |                       | 3           |                                      |             |                       | 1           |                                      |             |                       | –5             |